# Polygala darwiniana
Polygala darwiniana es una planta de la familia de las poligaláceas. Es originaria de Argentina.

## Taxonomía
Polygala darwiniana fue descrita por Alfred William Bennett  y publicado en J. Bot. 17: 203. 1879
Etimología
Polygala: nombre genérico que deriva del griego y significa  "mucha leche", ya que se pensaba que la planta hacía aumentar la producción de leche en el ganado.
darwiniana: epíteto otorgado en honor del naturalista inglés Charles Darwin.
Sinonimia
- Acanthocladus tehuelchum Speg.
- Polygala tehuelchum (Speg.) Speg.[4]